# Katholische Universität Ávila
Katholische Universität Ávila Heilige Theresia von Jesus (spanisch: Universidad Católica Santa Teresa de Jesús de Ávila, UCAV) ist eine Universität in der spanischen Stadt Ávila mit dem Beinamen Heilige Theresia von Jesus.

## Geschichte
Am 24. August 1996 begann, unter der Aufsicht des Bischofs von Ávila, der Aufbau der Universität. Die Bildungseinrichtung wurde durch den Heiligen Stuhl und dem spanischen Staat genehmigt. Die finanziellen Regularien werden durch den Bischof in Ávila übernommen, die katholische Kirche übernimmt die Bürgschaft und in den Jahren 1998 und 1999 wurde die staatliche und kirchliche Lehrgenehmigung erteilt.

## Fakultäten und Institute
- Fakultät für Wirtschaftslehre
- Fakultät für Gesellschaftslehre und Rechtswissenschaften
- Fakultät für wirtschaftliche und technische Wissenschaften
- Institut für Religionswissenschaften

## Studienabschlüsse (Auszug)
- Betriebswirtschaftslehre
- Rechtswissenschaften
- Wirtschaftslehre
- Verwaltung- und Organisationswissenschaften
- Verwaltungsrecht
- Ingenieur für Landwirtschaft
- Ingenieur für Bergbau
- Ingenieur für Naturschutz und Umwelt
- Maschinenbauingenieur
- Informatiker und Informationswesen
- Ingenieur für Ökologische Forstwirtschaft
- Religionswissenschaften

## Partnerschaften in Deutschland
- Fachhochschule Würzburg-Schweinfurt (Ökologische Forstwirtschaft)
- Fachhochschule Köln (Wirtschaftswissenschaften)